# Lipsa religiei în România
Religia în România Recensământul din 2011
     Creștinism Ortodox (81%)
     Protestantism (6,2%)
     Catolicism (5,1%)
     Altele (1,5%)
     Nereligios (0,2%)
     Fără date (6%)
| Sondaj Eurobarometru din 2010                 | Sondaj Eurobarometru din 2010                 | Sondaj Eurobarometru din 2010 | Sondaj Eurobarometru din 2010 | Sondaj Eurobarometru din 2010 |
| --------------------------------------------- | --------------------------------------------- | ----------------------------- | ----------------------------- | ----------------------------- |
|                                               |                                               |                               |                               |                               |
| Crede în spirit sau forță de viață            | Crede în spirit sau forță de viață            |                               | 7%                            | 7%                            |
| Crede că există un zeu                        | Crede că există un zeu                        |                               | 92%                           | 92%                           |
| Nu crede în spirit, Dumnezeu sau forță vitală | Nu crede în spirit, Dumnezeu sau forță vitală |                               | 1%                            | 1%                            |

Ireligiozitatea este relativ rară în România, care rămâne una dintre cele mai religioase țări din Europa, cu 92% dintre cetățeni afirmând că cred în Dumnezeu. Nivelul de ireligiozitate este mult mai scăzut comparativ cu alte țări europene și printre cele mai reduse din lume. La recensământul din 2011, doar 0,11% din populație s-a declarat ateistă, o creștere față de recensământul din 2002, iar 0,10% au declarat că nu aparțin niciunei religii. Cu toate acestea, deși religiozitatea rămâne ridicată, frecventarea bisericii și participarea la slujbe sunt relativ scăzute, chiar și comparativ cu unele țări mai puțin religioase. Practicarea religiei este mai frecventă în rândul persoanelor în vârstă, în special în mediul rural, în timp ce în mediul urban prezența la biserică și practicarea religiei sunt mai reduse. În 2021, aproape 85% dintre cetățeni s-au declarat religioși, din care aproximativ 73% ortodocși, 12% aparțin altor religii, în jur de 1% s-au declarat atei sau ireligioși, iar aproximativ 14% nu au declarat nimic despre religie.

## Istorie
Înainte de independența față de Imperiul Otoman, biserica și statul erau puternic legate în România. După obținerea independenței, România a avut posibilitatea de a-și dezvolta propriile politici religioase, inclusiv o anumită separare între biserică și stat. Gândirea liberă și anticlericalismul au început să fie promovate în România în secolul al XIX-lea, prin personalități precum Constantin Thiron și Panait Zosin de la Universitatea din Iași. Totuși, aceste idei au rămas marginale. Una dintre primele dezbateri publice legate de secularism a fost asupra incinerării, Biserica Ortodoxă opunându-se acestei practici până când a fost legalizată în 1936.
După instaurarea regimului comunist în 1945, ateismul marxist a fost promovat oficial. Biserica Ortodoxă a fost limitată în activitate, iar religiile minoritare au fost interzise. Totuși, din cauza importanței Bisericii Ortodoxe în societate, ateismul de stat nu a fost impus la fel de strict ca în alte țări comuniste. În schimb, regimul a folosit propaganda pentru a încuraja o abordare materialist-științifică, iar unii preoți au fost cooptați ca agenți ai regimului. După căderea comunismului în 1989, ateismul a fost marginalizat din cauza asocierii sale cu regimul totalitar. Remus Cernea este o figură proeminentă în promovarea gândirii libere și a ateismului în România contemporană.

## Demografie
Conform recensământului din 2011, în România existau peste 20.700 de atei, ceea ce reprezintă o creștere față de deceniul precedent. Aproximativ 8.000 dintre aceștia locuiesc în regiunea București–Ilfov, iar un număr semnificativ se află în regiunile dezvoltate precum Transilvania și Banat. În schimb, în zonele mai puțin dezvoltate, precum Oltenia și sudul Munteniei (Teleorman, Călărași, Ialomița), numărul de atei este mult mai mic. Înainte de recensământul din 2011, Asociația Secular-Umanistă din România (ASUR) a desfășurat o campanie pentru promovarea unui recensământ exact, încurajând persoanele care se consideră ireligioase să bifeze această opțiune.
Conform sondajelor European Values Survey (1999) și World Values Survey (2005), procentul real al celor care se declară atei ar fi în jur de 6–7%, semnificativ mai mare decât cel raportat oficial în 2002. În The Cambridge Companion to Atheism (2006), sociologul Phil Zuckerman oferă o estimare de 4% pentru România. Un sondaj WIN/Gallup International Association⁠(d) din 2014 arată că 16% dintre români nu sunt religioși, iar 1% se consideră atei convinși.
     >0.5%
     0.1–0.5%
     <0.1%
| Regiunea de dezvoltare | Nereligioși | Atei   | Total          |
| ---------------------- | ----------- | ------ | -------------- |
| București-Ilfov        | 3.295       | 8.517  | 11.812 (0.51%) |
| Centru                 | 5.611       | 2.085  | 7.696 (0.32%)  |
| Nord-Est               | 1.213       | 1.629  | 2.842 (0.08%)  |
| Nord-Vest              | 4.622       | 3.098  | 7.720 (0.29%)  |
| Sud-Est                | 607         | 1.321  | 1.928 (0.07%)  |
| Sud-Muntenia           | 970         | 1.443  | 2.413 (0.07%)  |
| Sud-Vest Oltenia       | 380         | 525    | 905 (0.04%)    |
| Vest                   | 2.219       | 2.125  | 4.344 (0.23%)  |
| Total                  | 18.917      | 20.743 | 39.660         |

### Sondaje
| Sondaj/Studiu                       | An   | Atei | Agnostici | Nereligioși |
| ----------------------------------- | ---- | ---- | --------- | ----------- |
| Companionul Cambridge pentru ateism | 2006 | 4%   | 4%        |             |
| Dentsu Inc.                         | 2006 |      |           | 2,4%        |
| WIN/Gallup International            | 2014 | 1%   |           | 16%         |

### Profil socio-demografic

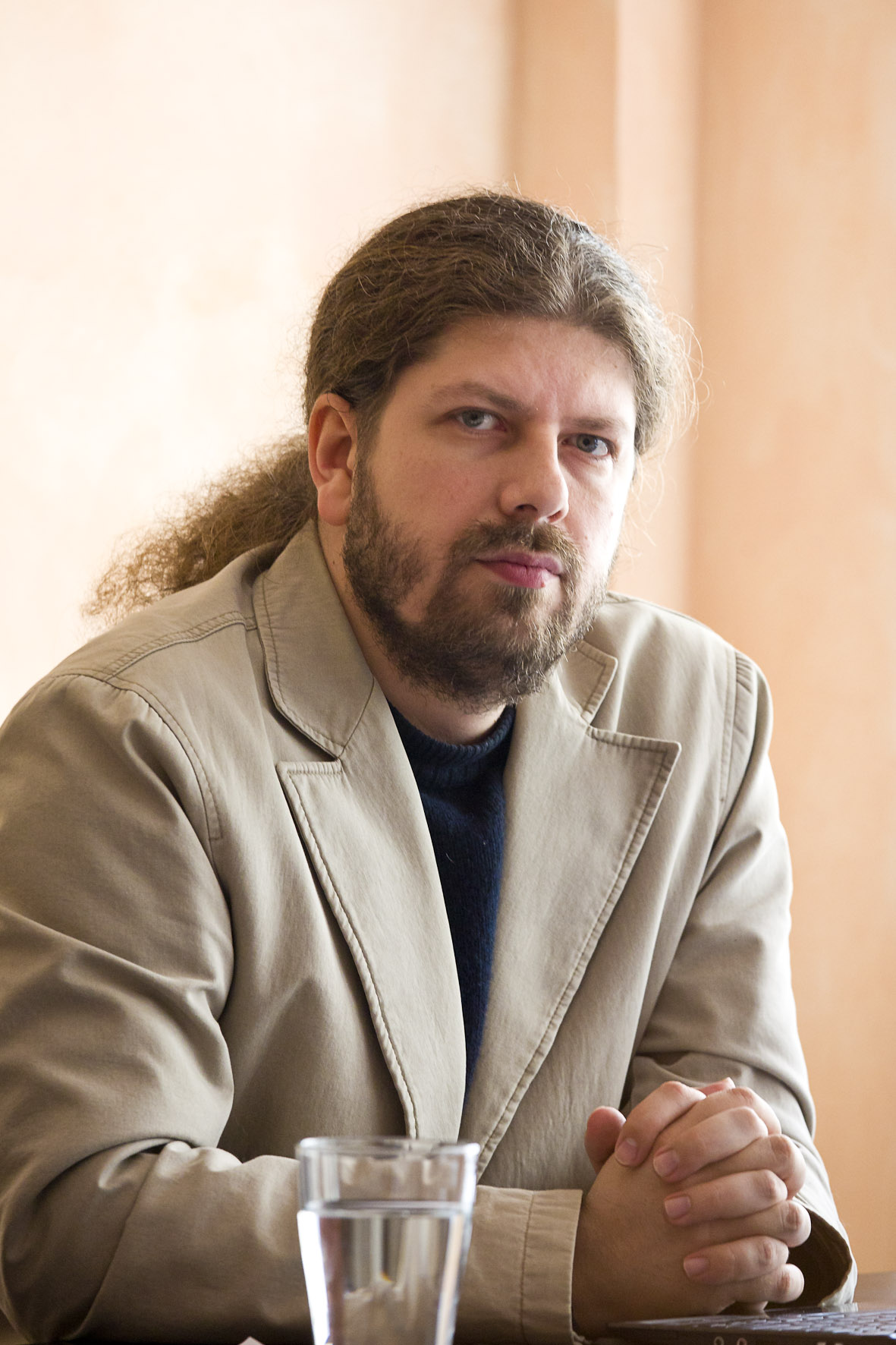
Remus Cernea, singurul europarlamentar ateu declarat

Conform unui studiu realizat de cercetători din cadrul Open Society Foundations, ateii din România formează un grup tânăr, cu un nivel de educație mai ridicat decât media națională. Studiul arată că 53% dintre atei au vârsta sub 30 de ani, iar 33% dintre aceștia au finalizat studii superioare. Majoritatea ateilor, agnosticilor și persoanelor fără religie locuiesc în zone urbane – în special în București și alte orașe mari – iar acest grup este mai prezent în regiunile din Țara Românească și mai puțin în Moldova.
În privința atitudinilor sociale, studiul indică faptul că ateii tind să fie mai puțin toleranți decât majoritatea românilor față de anumite grupuri, inclusiv romi, persoane de alte religii, maghiari, musulmani, evrei și persoane cu statut economic scăzut. Singura excepție este reprezentată de atitudinea lor față de homosexuali, unde manifestă o toleranță mai ridicată decât media națională.
Din punct de vedere ideologic, ateii din România se poziționează în mod egal atât la dreapta, cât și la stânga spectrului politic, cu o majoritate de 56% situându-se în zona de centru. În ce privește orientările economice, doar 8% preferă politicile de stânga, în timp ce 47% înclină spre politici economice de dreapta.